# Gangzha
Gangzha är ett stadsdistrikt i Nantong i Jiangsu-provinsen i östra Kina.